# Karl-Friedrich Haas (Leichtathlet)
Karl-Friedrich Haas (* 28. Juli 1931 in Berlin; † 12. August 2021 in Nürnberg) war ein deutscher Leichtathlet, der im 200- und im 400-Meter-Lauf erfolgreich war und bei Olympischen Spielen für die Bundesrepublik Deutschland in einer gesamtdeutschen Mannschaft startend zwei Medaillen gewann:
- 1952 holte er in Helsinki mit der deutschen 4-mal-400-Meter-Staffel die Bronzemedaille (zusammen mit Hans Geister, Günther Steines, Heinz Ulzheimer/Karl-Friedrich Haas als Schlussläufer). Im 400-Meter-Lauf wurde er Vierter.
- 1956 wurde er in Melbourne Zweiter im 400-Meter-Lauf. Mit der 4-mal-400-Meter-Staffel (Walter Oberste, Manfred Poerschke, Jürgen Kühl/Karl-Friedrich Haas als Schlussläufer) wurde er Vierter; im 200-Meter-Lauf schied er im Semifinale als Fünfter aus.

## Karriere
Karl-Friedrich Haas startete für den 1. FC Nürnberg. In seiner aktiven Zeit war er 1,86 m groß und wog 72 kg. 1964 beendete er seine Sportlerlaufbahn.
Haas kam als Kind nach Nürnberg und wuchs dort auf. 1947 trat er zu seinem ersten Wettkampf an – in den Turnschuhen seines Vaters. 1958 schloss er sein Ingenieursstudium an der Technischen Universität München ab. Später war er für die Siemens AG in vielen Ländern der Welt beim Kraftwerksbau tätig. Seit 1995 war er pensioniert.
Er heiratete 1956 Maria Sturm und hatte einen Sohn, Christian Haas (* 1958), der ebenfalls als Sprinter erfolgreich war (Staffel-Bronzemedaille der Europameisterschaften 1982).
1957 wurde Karl-Friedrich Haas mit dem Rudolf-Harbig-Gedächtnispreis ausgezeichnet, nachdem er bei der Eröffnungsfeier der Olympischen Spiele im Jahr zuvor Fahnenträger der gesamtdeutschen Mannschaft gewesen war. Außerdem erhielt er 1952 das Silberne Lorbeerblatt.

## Ergebnisse

### Olympische Spiele
- 1952: 4 × 400 m (Bronze)
- 1956: 400 m (Silber)

### Europameisterschaften
- 1954: 4 × 400 m (Silber), 400 m (4.)
- 1958: 4 × 400 m (Silber), 400 m (Bronze)

### Deutsche Meisterschaften (Freiluft)
- 1951: 400 m (2.)
- 1952: 400 m (1.)
- 1953: 400 m (1.), 200 m (2.)
- 1954: 400 m (1.)
- 1955: 400 m (1.)
- 1956: 400 m (1.)
- 1957: 400 m (2.)
- 1958: 400 m (2.)